# Ćurke
Ćurke (en serbe cyrillique : Ћурке) est un village du sud-est du Monténégro, dans la municipalité d'Ulcinj.

## Démographie

### Évolution historique de la population
| 1948 | 1953 | 1961 | 1971 | 1981 | 1991 | 2003 |
| ---- | ---- | ---- | ---- | ---- | ---- | ---- |
| 42   | 42   | 54   | 66   | 68   | 63   | 31   |